# 國民年金

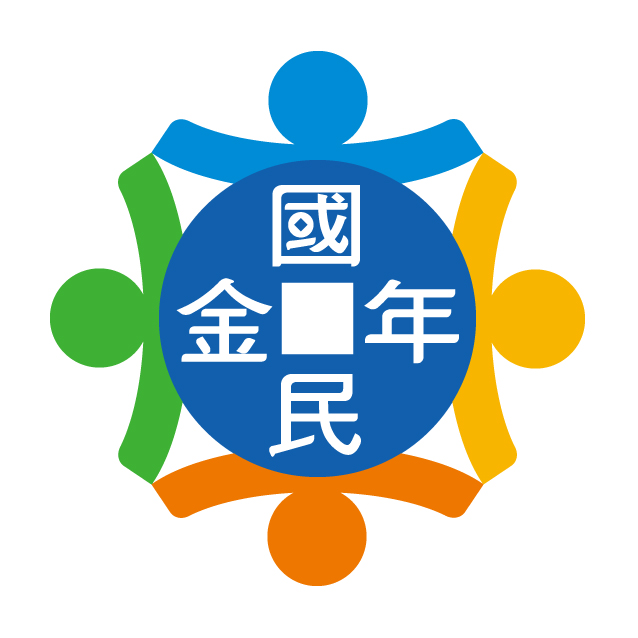
國民年金保險標誌

國民年金保險，簡稱國民年金、國保，法源依據《國民年金法》，於2007年7月20日經立法院三讀通過，是中華民國於2008年10月1日開始實施的一項社會保險制度，主要的納保對象為未參加軍保、公教保、勞保、農保的25歲以上未滿65歲中華民國國民。

## 簡介

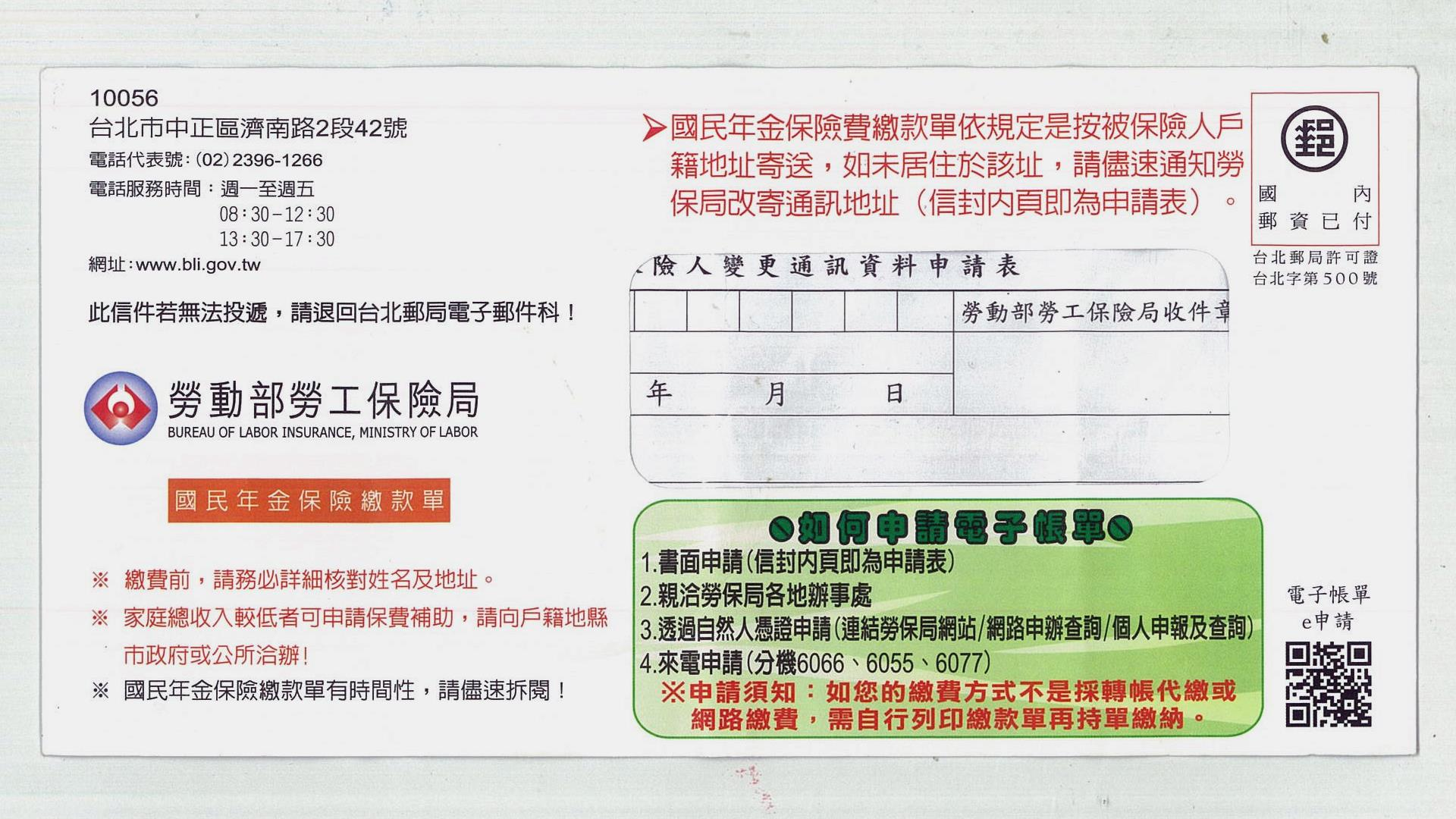
勞動部勞工保險局國民年金保險繳款單信封

國民年金主管機關為衛生福利部（2013年7月23日衛生福利部成立以前為內政部），並委託勞動部勞工保險局為保險人。國民年金的法源依據《國民年金法》，於2007年7月20日經立法院三讀通過，2007年8月8日總統令公布，2008年10月1日施行。
國民年金目的在保障25歲以上、未滿65歲，且未參加軍人保險（軍保）、公教人員保險（公保）、勞工保險（勞保）、農民健康保險（農保）之國民，於發生老年、身心障礙、生育及死亡事故時，本人及遺屬之基本經濟生活。

### 國民年金開辦
1.國民年金為中華民國第一個以年金制度辦理的社會保險。
2.整併相關津貼並兼顧現有權益保障，並與「勞保年金制度」銜接。
3.將未能享有軍、公教、勞、農保等職域性社會保險的國民，納入國民年金保險保障。

### 沿革
- 2008年10月1日正式實施國民年金保險。[1]
- 《國民年金法》施行之後共歷經10次修正（2011年6月29日、2011年12月21日、2011年12月28日、2012年12月26日、2014年1月8日、2015年12月16日、2015年12月30日、2016年11月30日、2019年12月11日及2020年6月3日），修正重點包括：新增生育給付、放寬納保範圍、放寬基本保證年金領取條件、修正保費之計收方式、有條件排除配偶連帶罰鍰裁處規定、建立年金給付之調整機制、可設立年金專戶、提高生育給付額度、遺屬年金給付追溯發給、增列「中低收入⼾」的保險費補助對象及放寬遺屬年金請領者每月工作收入限制(由現行月投保金額提高為基本工資)。
- 月投保金額自2023年起調漲，月投保金額由18,282元調升至19,761元、費率由9.5%調升至10%，預估影響281萬國民，保費每年需多繳約1700元[2]。

### 納保
- 被保險人不需申報加保或退保。勞動部勞工保險局會主動比對戶政、役政及相關社會保險資料，將符合國民年金加保資格者主動納保，喪失加保資格者排除納保。
- 國民年金的納保對象為年滿25歲、未滿65歲，在中華民國國內設有戶籍，且沒有參加軍公教保險、勞工保險、農保等職業保險者。
- 替代役役男於服役期間依法所參加之替代役役男一般保險，跟軍人保險分屬不同制度，所以也是國民年金被保險人。

| 對象                     | 條件 |
| ------------------------ | --- |
| 一般民眾                 | 25歲以上未滿65歲，未參加軍、公教、勞、農保，且未曾領取勞保老年給付、公保養老給付、軍保退伍給付者。                                                                    |
| 曾領取相關社會保險給付者 | 2008年10月1日以前曾領取軍、公教保等相關社會保險老年給付，年資合計未達15年或金額未達新臺幣50萬元（勞保老年給付不納入計算）。                                           |
| 曾領取相關社會保險給付者 | 2008年10月1日以後15年內領取軍、公教、勞保相關社會保險老年給付，年資合計未達15年或金額未達新臺幣50萬元（2008年12月31日以前領的勞保老年給付之年資及金額不必列入計算）。 |

### 給付類型
國保之保險事故分為老年、生育、身心障礙及死亡4種，保險給付項目計有：老年年金給付、生育給付、身心障礙年金給付、喪葬給付及遺屬年金給付等5種。具津貼性質的年金項目為:身心障礙基本保證年金、老年基本保證年金、原住民給付。
| 保險事故 | 給付                 | 給付 |
| -------- | -------------------- | --- |
| 保險事故 | 項目                 | 備註 |
| 生育     | 生育給付             | 2011年7月1日起適用，一次發給2個月 (但於2015年12月17日以前分娩或早產者，給付為1個月） |
| 老年     | 老年年金給付         | - |
| 老年     | 老年基本保證年金     | 每月新臺幣4,049元（2008年10月至2011年12月為新臺幣3,000元， 2012年1月至2015年12月為新臺幣3,500元，2016年1月至2019年12月為新臺幣3,628元，2020年1月至2023年12月為新臺幣3,772元，2024年起為新臺幣4,049元），具津貼性質 |
| 老年     | 原住民給付           | 每月新臺幣4,049元（2008年10月至2011年12月為新臺幣3,000元， 2012年1月至2015年12月為新臺幣3,500元，2016年1月至2019年12月為新臺幣3,628元，2020年1月至2023年12月為新臺幣3,772元，2024年起為新臺幣4,049元），具津貼性質 |
| 身心障礙 | 身心障礙年金給付     | - |
| 身心障礙 | 身心障礙基本保證年金 | 每月新臺幣5,437元(2016年1月至2019年12月為新臺幣4,872元，2020年1月至2023年12月為新臺幣4,872元調整為新臺幣5,065元)，2024年1月起由新臺幣5,065元調整為新臺幣5,437元)，具津貼性質                                       |
| 死亡     | 喪葬給付             | - |
| 死亡     | 遺屬年金給付         | 公告訂定「因應司法院釋字第766號解釋，有關2016年2月29日前發生死亡事故之國民年金保險遺屬年金給付處理原則」 |

- 按國民年金法第54條之1的津貼調整制度(行政院主計總處2024年1月5日發布之2023年消費者物價指數CPI較2019年上漲7.34%)，自2024年1月1日起，老年年金給付A式加計金額、老年基本保證年金、遺屬年金給付及原住民給付，由新臺幣3,772元調增為新臺幣4,049元；身心障礙年金給付基本保障及身心障礙基本保證年金，由新臺幣5,065元調增為新臺幣5,437元。

| 名稱                 | 2020年的給付標準(每人每月/新臺幣/元) | 按國民年金法第54條之1調整機制 | 按國民年金法第54條之1調整機制   |
| -------------------- | ------------------------------------ | ----------------------------- | ------------------------------- |
| 名稱                 | 2020年的給付標準(每人每月/新臺幣/元) | 增加金額(新臺幣/元)           | 調整後2024年給付金額(新臺幣/元) |
| 老年基本保證年金     | 新臺幣3,772元                        | +新臺幣277元                  | 新臺幣4,049元                   |
| 身心障礙基本保證年金 | 新臺幣5,065元                        | +新臺幣372元                  | 新臺幣5,437元                   |
| 老年年金             | 新臺幣3,772元                        | +新臺幣277元                  | 新臺幣4,049元                   |
| 身心障礙年金         | 新臺幣5,065元                        | +新臺幣372元                  | 新臺幣5,437元                   |
| 遺屬年金             | 新臺幣3,772元                        | +新臺幣277元                  | 新臺幣4,049元                   |
| 原住民給付           | 新臺幣3,772元                        | +新臺幣277元                  | 新臺幣4,049元                   |

### 年資計算方式
- 2008年10月1日至2011年12月31日，年資採按月計算，在2011年6月29日修正國民年金法，於2012年1月1日保險年資採按日計算，最高年資為40年，有欠費則不算年資，補繳後亦可計算年資，但是超過10年不得補繳也不可計算年資（舉例來說:國保第一期2008年10月,是2008年12月開單，保費繳款期限是2009年1月31日，十年補繳期限即是2019年1月31日）。[8]
- 合併計算年資:為避免民眾因工作轉換，保險年資中斷，致未來老年經濟安全保障不足，國保年資具有可攜性，除於請領勞保老年給付時可併計國保年資，以成就領取勞保老年年金之條件外，只要勞保年資低於15年若合併國民年金，年資合併滿15年亦可同時請領國保老年年金給付，享有國保與勞保雙重年金之保障，但勞保年資低於15年一樣只能1次給付，跟國保年資合併無關，但是實際請領要計算領多少錢的時候，國保跟勞保年金計算方式，年資須分開計算(=繳費滿15年請領時，領國保年金只能算國保年資，領勞保年金只能算勞保年資在合併發給被保險人)。[9]

## 保費

### 保險費計算方式
- 2008年10月至2011年12月期間保險費按全月計算。
- 2012年1月起保險費改按日計算 (即每個月以30日計，按實際加保日數占30日的比率計收保險費)。
- 國民年金保險月投保金額，自2023年1月1日起，由新臺幣18,282元調整為新臺幣19,761元。
- 保險費率自2025年1月1日起，由10%調整為10.5%。(保險費率每2年調高0.5%至上限12%)
- 一般被保險人政府補助保費40%，自付60%，即新臺幣19,761元(月投保金額) x 10%(保險費率) x 60%(自付比率) = 新臺幣1245(元/月)-2025年。

#### 辦理所得未達一定標準的保險費計算方式
辦理所得未達一定標準申請條件：
（一）全家月平均收入未達最低生活費1.5倍，且未超過消費支出1倍者。
（二）全家月平均收入未達最低生活費2倍，且未超過消費支出1.5倍者。
| 年度   | 地區          | 最低生活費 以下新臺幣計價 | 最低生活費1.5倍 以下新臺幣計價 | 最低生活費2倍 以下新臺幣計價 |
| 2024年 | 台灣          | 14,230元                  | 21,345元                       | 28,460元                     |
| 2024年 | 臺北市        | 19,649元                  | 24,574元                       | 36,861元                     |
| 2024年 | 新北市        | 16,400元                  | 24,574元                       | 32,800元                     |
| 2024年 | 桃園市        | 15,977元                  | 23,965元                       | 31,954元                     |
| 2024年 | 臺中市        | 15,518元                  | 23,277元                       | 31,036元                     |
| 2024年 | 臺南市        | 14,230元                  | 21,345元                       | 28,460元                     |
| 2024年 | 高雄市        | 14,419元                  | 21,629元                       | 28,838元                     |
| 2024年 | 金門縣/連江縣 | 13,653元                  | 20,480元                       | 27,306元                     |

- 近期的家庭總收入÷全家人數÷月數的月平均薪資與當地最低生活費作比較。
- 全家人數包含：1.直系(父母、子女、配偶)、2.同一戶籍(戶口名簿)直系親屬、3.認列綜合所得稅扶養親屬免稅額之納稅義務人。
  - 排除 1.服兵役者、2.入監服刑者、3.轄區通報失蹤人口達6個月者。
- 家庭總收入包含：工作收入、定存利息、股息、退休金、老年年金、動產/不動產之收益(如租金；但不計入動產/不動產本身之價值)等等。
  - 計入之家庭成員在16-65歲且具工作能力者若無就業或工作收入未達基本工資，仍以每月基本工資計算（在2024年為新臺幣27,470元）。

申請方式：若被保險人具有上述之條件，應至其戶籍地的縣市政府或公所提出申請。
減免方式及補助金額比率：
| 被保險人身分              | 2024年政府補助金額/月（比率） | 2024年被保險人自負金額/新臺幣月（比率） |
| 一般民眾                  | 新臺幣790元（40%）            | 新臺幣1,186元（60%）                    |
| 未達當年度最低生活費1.5倍 | 新臺幣1,383元（70%）          | 新臺幣593元（30%）                      |
| 未達當年度最低生活費2倍   | 新臺幣1,087元（55%）          | 新臺幣889元（45%）                      |

### 利息
1.未於規定期限繳納保險費的人，政府會酌徵延利息。
2.計算方式:自應繳納期限屆滿翌日起至完納前1日止，每逾1日，以每年1月1日之郵政儲金1年期定期存款利率為準按日計算。
3.利息免徵：依前項規定計算之利息，在一定金額以下者得予免徵。

### 月投保金額
- 開辦第1年:以勞保投保薪資分級表第一級定之(即2008年的基本工資新臺幣17,280元)。
- 第2年起:當消費者物價指數(CPI)累計成長率達5%，即按該成長率調整月投保金額。

| 歷年月投保金額                     | 歷年月投保金額 |
| ---------------------------------- | -------------- |
| 年度                               | 月投保金額     |
| 2008年到2014年（民國97年～103年）  | 新臺幣17,280元 |
| 2015年到2022年（民國104年～111年） | 新臺幣18,282元 |
| 2023年迄今（民國112年～）          | 新臺幣19,761元 |

### 保險費率
- 開辦第1年:國保費率6.5%。
- 第3年起:保險費率依機制調整，每2年調高0.5%至上限12%、保險基金餘額足以支付未來20年保險給付時，不予調高。

| 歷年保險費率          | 歷年保險費率 | 歷年「月」保費繳納 以下新台幣計價        |
| --------------------- | ------------ | ---------------------------------------- |
| 年月                  | 費率         | 一般被保險人 （投保金額×費率×自付額60%） |
| 2008年10月到2011年3月 | 6.5%         | 674元                                    |
| 2011年4月到2012年12月 | 7%           | 726元                                    |
| 2013年1月到2014年12月 | 7.5%         | 778元                                    |
| 2015年1月到2016年12月 | 8%           | 878元                                    |
| 2017年1月到2018年12月 | 8.5%         | 932元                                    |
| 2019年1月到2020年12月 | 9%           | 987元                                    |
| 2021年1月到2022年12月 | 9.5%         | 1042元                                   |
| 2023年1月到2024年12月 | 10%          | 1186元                                   |
| 2025年1月起           | 10.5%        | 1245元                                   |

### 繳款單寄發與繳納
- 2個月為一期計費開單。
- 勞工保險局月底寄發繳款單，被保險人應於"次月底前"繳納。
- 可繳納的方式:銀行郵局(轉帳代繳或臨櫃繳納)、便利商店(須自付手續費)、網路ATM網路銀行、行動裝置APP(須自付手續費)、「e-Bill全國繳費網」繳費(須自付手續費)或行動支付繳費(須自付手續費)。
- 繳款單收件地址不限戶籍地，民眾可向勞動部勞工保險局申請，改寄通訊地址。
- 保費計算以「天」為單位；非全月加保者之保險費計算公式：
  - 被保險人自付保險費＝月投保金額×保險費率×被保險人自付比率×加保天數/30
  - 保費繳納後亦可累計（天數/30個月）的國保年資。

### 保費補助
- 身心障礙者或是經濟困難的民眾，可以得到政府提高補助。
- 所得未達一定標準[10]:被保險人須自己向戶籍所在地縣(市)政府社會局(處)或公所申請資格認定。

| 被保險人身分別     | 被保險人身分別            | 2024年 被保險人每月自付比率 | 2024年 被保險人每月自付金額 | 2024年 政府每月補助比率 | 2024年 政府每月補助金額 |
| ------------------ | ------------------------- | --------------------------- | --------------------------- | ----------------------- | ----------------------- |
| 一般民眾           | 一般民眾                  | 60%                         | 新臺幣1,186元               | 40%                     | 新臺幣790元             |
| 替代役役男         | 替代役役男                | 0                           | 新臺幣0元                   | 100%                    | 新臺幣1,976元           |
| 低收入戶           | 低收入戶                  | 0                           | 新臺幣0元                   | 100%                    | 新臺幣1,976元           |
| 中低收入戶         | 中低收入戶                | 30%                         | 新臺幣593元                 | 70%                     | 新臺幣1,383元           |
| 所得未達一定標準者 | 未達當年度最低生活費1.5倍 | 30%                         | 新臺幣593元                 | 70%                     | 新臺幣1,383元           |
| 所得未達一定標準者 | 未達當年度最低生活費2倍   | 45%                         | 新臺幣889元                 | 55%                     | 新臺幣1,087元           |
| 身心障礙者         | 極重度及重度              | 0                           | 新臺幣0元                   | 100%                    | 新臺幣1,976元           |
| 身心障礙者         | 中度                      | 30%                         | 新臺幣593元                 | 70%                     | 新臺幣1,383元           |
| 身心障礙者         | 輕度                      | 45%                         | 新臺幣889元                 | 55%                     | 新臺幣1,087元           |

### 無力繳納保費的人可以有下列選擇
1.保費補助:經濟困難者，可向戶籍所在地縣(市)政府社會局(處)或公所申請「所得未達一定標準」，審核通過由政府補助55%～70%保險費。
2.分期繳納:「欠費總額達新臺幣3,000元以上」且最近一年度個人綜合所得總額合計新臺幣50萬元以下者，可向勞動部勞工保險局申請分期繳納。
3.十年內補繳:保險費在繳款期限過後，10年內都可計息補繳（超過10年就不能補繳，也不能計算年資）。

### 國民年金保費如果超過10年緩繳期的影響
1.不計算保險年資:將來以年資計算可領取的給付金額會比較少，從來沒繳費的人將無給付可領。
2.逾10年不能補繳:10年內的欠費可計息補繳，欠費超過10年視同放棄該期間的國保權益。
3.給付終身只能領B式:有逾10年欠繳保險費情形者，無法領取具有基本保障金額的A式老年年金。

## 給付方式
自得請領之日起，應於5年請求權時效內提出申請。以下對於國民年金的各項給付的條件做說明。

### 老年年金
對於有參加國民年金保險，且有年資的民眾於年滿65歲時，可請領老年年金給付。核發標準共有A、B兩式：
- A式　(新臺幣19,761元×保險年資×0.65%)+新臺幣4,049元
- B式　 新臺幣19,761元×保險年資×1.3%

兩式擇優給予，但如有以下情形，僅能以B式計算之：
1.有欠繳保險費超過10年不能計入保險年資的情形。
2.領取相關社會福利津貼（指低收入老人生活津貼、中低收入老人生活津貼、身心障礙者生活補助、老年農民福利津貼及榮民就養給付）。
3.在2008年12月31日以前領取公教保養老給付、軍保退伍給付的年資合計未達15年，或一次領取公教保養老給付、軍保退伍給付的總額未達新臺幣50萬元者，自年滿65歲當月起將所領取之公教保養老給付、軍保退伍給付總金額按月折抵新臺幣3,000元，至折抵完畢前。
4.在2008年12月31日以前領取公教保養老給付、軍保退伍給付的年資合計達15年，且一次領取公教保養老給付、軍保退伍給付的總額達新臺幣50萬元者。
5.在2009年1月1日勞保年金實施以後至2023年9月30日止，領取公教保養老給付、軍保退伍給付、勞保老年給付的年資合計未達15年或一次領取之公教保養老給付、軍保退伍給付、勞保老年給付的總額未達新臺幣50萬元者，自年滿65歲當月起將所領取之公教保養老給付、軍保退伍給付總金額按月折抵新臺幣3,000元，至折抵完畢前。
6.在2009年1月1日勞保年金實施以後至2023年9月30日止，領取公教保養老給付、軍保退伍給付、勞保老年給付的年資合計達15年，且一次領取公教保養老給付、軍保退伍給付、勞保老年給付的總額達新臺幣50萬元者。
7.領取公教保養老年金給付、勞保老年年金給付(勞保年資不足15年與國保年資合併請領亦同)。
8.在2023年10月1日以後領了公教保養老給付、軍保退伍給付或勞保老年給付。
9.在64歲至65歲期間，保險費或利息有欠繳情形，經勞保局以書面限期繳納，被保險人逾期始為繳納者，前3個月老年年金給付，僅能以B式發給。

### 老年基本保證年金
2008年10月1日國民年金保險開辦後，為維護原領取「敬老福利生活津貼」(2008年9月30日廢止)者的既有權益，故整併該津貼並改以「老年基本保證年金」名稱接續發給，屬補充性的福利津貼性質。
國民年金保險開辦時已年滿65歲(32年10月1日(含當日)前出生)的國民，若無下列任何情形之一者，可以請領老年基本保證年金，每人每月新臺幣4,049元(2024年1月起由新臺幣3,772元調整為新臺幣4,049元)。
1. 未在中華民國設有戶籍者。
2. 最近3年內任一年未在中華民國居住超過183日。
3. 經政府全額補助收容安置。
4. 領取軍人退休俸(終身生活補助費)、政務人員、公教人員、公營事業人員領取月退休(職)金或是一次退休(職、伍)金者。
5. 領取社會福利津貼（指低收入老人生活津貼、中低收入老人生活津貼、身心障礙者生活補助、老年農民福利津貼及榮民就養給付）。
6. 財稅機關提供保險人公告年度之個人綜合所得稅各類所得總額合計新臺幣50萬元以上。
7. 個人所有之土地及房屋價值合計新臺幣500萬元以上。
8. 入獄服刑、因案羈押或拘禁。

### 原住民給付
年滿55歲未滿65歲之原住民，在國內設有戶籍，無下列情況之一，每人每月可以請領新臺幣4,049元(2024年1月起由新臺幣3,772元調整為新臺幣4,049元)。
1. 現職軍公教(職)及公、民營事業人員。但每月工作收入未超過勞工保險投保薪資分級表第一級者，不在此限。
2. 領取政務人員、公教人員、公營事業人員月退休(職)金或軍人退休俸(終身生活補助費)。
3. 已領取身心障礙者生活補助或榮民就養給付。
4. 經政府全額補助收容安置。
5. 財稅機關提供保險人公告年度之個人綜合所得稅各類所得總額合計新臺幣50萬元以上。
6. 個人所有之土地及房屋價值合計新臺幣500萬元以上。
7. 入獄服刑、因案羈押或拘禁。

- 原住民給付將發至年滿65歲前一個月，年滿65歲時如為國民年金被保險人，或是曾參加過國民年金，改請領國民年金老年年金。
- 符合國民年金納保資格的原住民，即使已經在領原住民給付，也要繳國民年金保費，65歲後才能按照累計的保險年資請領國民年金老年年金。

### 身心障礙年金
被保險人在國民年金保險加保期間，遭受傷害或疾病，達重度以上領有身心障礙手冊(非重大傷病卡)，經治療終止症狀固定或是再行治療不能期待復原，
需經身心障礙醫療機構評定無工作能力。
如同時符合勞、公教保、軍保、農保的身障給付，僅能擇一請領。
給付標準
月投保金額×保險年資×1.3%
如不足新臺幣5,437元，需未有下列任一之情況始得按月領取新臺幣5,437元。
1. 有欠繳保險費期間不列入保險年資的情事。
2. 發生保險事故前一年期間，有保險費或利息未繳納，經勞工保險局通知限期繳納而逾期未繳納者錢3個月僅能以其年資領取，不得享有新臺幣5,437元基本保障。
3. 領取相關社會福利津貼。

- 年滿65歲時如為國民年金被保險人，或是曾參加過國民年金，改請領國民年金老年年金。

### 身心障礙基本保證年金
身心障礙基本保證年金是被保險人在參加國保前，已領有重度以上身心障礙手冊(非重大傷病卡)或證明，經身心障礙鑑定醫療機構評定為無工作能力，
且在國內居住，每年居住超過滿183天。
無下列任何情形之一者，得申請每月新臺幣5,437元(2024年1月起由新臺幣5,065元調整至新臺幣5,437元)的身心障礙基本保證年金。
1. 已領取勞保失能年金或第一、二、三等級殘廢或失能給付，農保保第一、二、三等級殘廢或身心障礙給付，公教保全殘廢等級給付或軍人保險一等級殘廢給付。
2. 正由政府全額補助收容安置者。
3. 正在領取社會福利津貼(指低收入老人生活津貼、中低收入老人生活津貼、身心障礙者生活補助、老年農民福利津貼及榮民就養給付)。
4. 財稅機關提供保險人公告年度之個人綜合所得稅各類所得總額合計新臺幣50萬元以上。
5. 個人所有土地及房屋價值合計新臺幣500萬元以上。
6. 入監服刑、因案羈押或拘禁。

### 遺屬年金
| 請領資格                                     | 給付公式                                 |
| 1.被保險人於國保加保期間死亡(未滿65歲)       | 月投保金額X1.3%X保險年資                 |
| 2.年滿65歲，未及請領老年年金前死亡           | 月投保金額X1.3%X保險年資X50%             |
| 3.被保險人於領取身心障礙或老年年年金期間死亡 | 被保險人領取之老年年金或身心障礙年金X50% |

- 前3項金額不足新臺幣4,049元者，以新臺幣4,049元發給。
- 如同一順位符合資格之遺屬（參見下表）有2個人以上時，每多1人加發25％，最多加發50％。
- 2016年3月1日起，遺屬年金給付的受益人來不及在符合請領條件之當月提出申請，其提出請領之日起前5年得領取之給付，由勞保局依法追溯補給。但其他受益領請領的部分不適用。

| 遺屬年金給付順位 | 遺屬年金給付順位 |
| ---------------- | ---------------- |
| 第一順位         | 配偶子女         |
| 第二順位         | 父母             |
| 第三順位         | 祖父母           |
| 第四順位         | 孫子女           |
| 第五順位         | 兄弟姊妹         |

- 各順位遺屬分別有資格限制。
- 當序受領遺屬存在時（不論是否具備請領資格），後順位遺屬不得請領。
- 當序遺屬請領後死亡或喪失請領條件，後順位遺屬亦不得請領。

### 喪葬給付
- 被保險人在國保加保期間死亡(未滿65歲)，支出殯葬費用的人可領取月投保金額(2023年1月1日起調整為新臺幣19,761元)×5個月的給付金額=新臺幣98,805元。
- 原則上以1人請領為限。如果有多人申請，應協議由其中1人代表請領。如果沒辦法達成協議，則平均發給各申請人。

### 生育給付
- 被保險人於保險有效期間分娩或早產（含死產），得請領生育給付。(2011年7月1日起施行)
- 2011年7月1日至2015年12月17日，給付金額為:1個月月投保金額。2015年12月18日(含當日)起，給付金額提高為2個月月投保金額(新臺幣19,761元×2個月=新臺幣39,522元)。
- 分娩或早產為雙生以上者，按比例增給；即雙胞胎給付4個月、3胞胎給付6個月，以此類推。
- 同一分娩或早產事故，同時符合國保與相關社會保險生育給付或補助條件者，僅得擇一請領。
- 被保險人申請生育給付，並依國民年金法第16條但書規定分期或延期繳納保險費及利息者，其已繳納金額不得低於給付總額之半數。

### 特殊情況不得給付
- 國民年金法第26條，被保險人、受益人或其他利害關係人，為了貪圖領取保險給付而故意造成保險事故者，除喪葬給付外，保險人不予保險給付。(按照勞保局的說法，其他死因諸如自殺、意外事故等，受益人自得請領相關給付）
- 因被保險人或其父母、子女、配偶故意犯罪行為，致發生保險事故者，除未涉案之當序受益人外，不予保險給付。
- 因戰爭變亂，致發生保險事故者，不予保險給付。
- 遺屬年金只能依照順位請領，只要領取者死亡而尚失請領資格，後面順位的遺屬都不能再請領遺屬年金（國民年金法第41條第2項）。

### 罰則
- 配偶互負連帶繳納保費的義務：考量很多參加國保的人沒有工作，可能在家裡當無酬的家庭照顧者(家庭主婦或家庭主夫)，無力繳納保費，會影響老年經濟安全，所以在國民年金法第15條第2項有配偶互負連帶繳納保費的制度設計。由有經濟能力的配偶協助繳費（依國民年金法第50條第2項，如配偶不代為繳納者可罰新臺幣3,000元～新臺幣15,000元），在家操持家務者晚年處境較受保障。
- 經濟弱勢、家庭狀態等具正當理由或特殊條件者可免除罰鍰：為了避免配偶因經濟弱勢或其他狀況，強收保費，可能會造成心理或經濟上的負擔，國民年金法第50條第2項、第3項提供彈性空間，負連帶繳納義務的被保險人配偶，如果符合國民年金法第50條第3項的正當理由範圍(如：經濟狀況符合低收入戶或中低收入戶資格、個人綜合所得稅總額未超過新臺幣50萬元、是家庭暴力的被害人、家庭遭逢變故、罹患嚴重傷病等)，可向勞保局申請免除罰鍰。

### 其他情形是否不得給付之疑問
- 失蹤問題：為了預防當事人可能已去世而家人得以詐領會規定失蹤者不得領年金，但家屬可能要靠這筆錢維生，若因當事人失蹤就停領，對於家屬的傷害非常大，故堅持失蹤仍能領月退等。[13][14]
- 資格問題：未設置行為制度以維護年金制度的完善，多數軍隊都會規定「因不良行為勒令退伍不能領取退伍軍人福利」，但年金尚未對此完整規定「因犯下嚴重不良行為或嚴重犯罪者，不得領取年金」，而這些人還能領取年金不被社會所認同。[15]
- 無效醫療：有些子女為渴求年金利益，不讓年金領有者得以善終，也是尚未規定這種情形不得繼續領取年金。[16]

## 註解
1. ↑  . 台灣法實證研究資料庫. 2008  [2016-10-30]. （原始内容存档于2017-01-12）.
2. ↑  黃昭妍. . 上報 (世代傳媒). 2022-10-03  [2022-10-03]. （原始内容存档于2022-10-15）.
3. ↑  . 勞動部勞保局.   [2018-11-26]. （原始内容存档于2015-05-04）.
4. ↑  . 勞動部勞保局.   [2018-11-26]. （原始内容存档于2017-11-03）.
5. ↑  . 勞動部勞保局.   [2018-11-26]. （原始内容存档于2016-07-18）.
6. ↑  . 勞動部勞保局.   [2018-11-26]. （原始内容存档于2013-03-25）.
7. ↑  . 衛生福利部社會保險司.   [2018-12-13]. （原始内容存档于2021-03-06）.
8. ↑  勞動部勞工保險局. . 聯合新聞網. 2018-08-13  [2018-10-12]. （原始内容存档于2019-05-07）.
9. ↑  . 勞動部勞保局.   [2018-11-26]. （原始内容存档于2017-11-27）.
10. ↑  . 衛生福利部. （原始内容存档于2018-06-01） （中文（臺灣））.
11. ↑  軍人、政務人員、公教人員、公營事業人員領取一次退休(職、伍)金且未辦理政府優惠存款者、未領取公教人員保險養老給付或軍人保險退伍給付之總額，自年滿65歲當月起以新臺幣3千元按月累計達原領取總額；原住民領取一次退休(職、伍)金。不在此限。
12. 1 2 3  國民年金開辦後，如有土地為公共設施保留地、屬個人所有之唯一房屋且實際居住或未產生經濟效益之原住民保留地等情形，可以扣除列計價值，但屬個人所有之唯一房屋且實際居住，其土地公告現值及房屋評定價值僅得扣除額度以新臺幣400萬元為限。
13. ↑  .   [2020-07-25]. （原始内容存档于2020-11-29）.
14. ↑  .   [2020-07-25]. （原始内容存档于2020-07-22）.
15. ↑  .   [2020-07-25]. （原始内容存档于2020-11-28）.
16. ↑  .   [2020-07-25]. （原始内容存档于2020-07-22）.

## 外部連結
- 國民年金法
- YouTube上的衛生福利部「國保有保庇」30秒CF 廣告.衛生福利部社會保險司.2015-10-13
- 「國民年金」開辦逾8年仍不得民眾信任，它的存在到底是搶錢還是保障？（页面存档备份，存于）.The News Lens 關鍵評論網.2016-06-28